# 장성황룡중학교
장성황룡중학교(長城黃龍中學校)는 대한민국 전라남도 장성군 황룡면 장산리에 있는 공립 중학교이다.

## 학교 연혁
- 1971년 2월 21일 : 초대 홍성일 교장 취임
- 1971년 3월 10일 : 개교 및 입학식
- 2025년 1월 9일 : 제52회 졸업생 14명(총 6,672명) 배출
- 2025년 3월 1일 : 제17대 임명희 교장 부임
- 2025년 3월 4일 : 입학식 신입생 24명(남 14명, 여 10명)

## 참고 자료
- 장성황룡중학교 - 한국교육학술정보원 학교알리미